# Saburo Sakai
Saburo Sakai (Saga, 25 de Agosto de 1916 - Tóquio, 22 de setembro de 2000) foi um militar japonês, ás da aviação no Pacífico, que serviu no Serviço de Aviação Naval Japonês de 1934 a 1945, sendo considerado o maior ás japonês sobrevivente do Teatro do Pacífico na 2ª Guerra Mundial, com um total de 64 aeronaves abatidas em mais de 200 missões de combate.
Lutou em praticamente todas as frentes de batalha do pacífico. Voava o ágil caça A6M2 Zero. Entre seus vários feitos, foi o primeiro piloto japonês a derrubar uma Fortaleza Voadora B-17, nas Filipinas, em 11 de dezembro de 1941, e mais tarde, num combate aéreo, foi atingido na cabeça por munições inimigas, mantendo a consciência e continuando a lutar, aterrando na sua base 5 horas mais tarde; submetido a uma operação, perdeu o olho direito, facto que não o impediu de continuar a combater e aumentar a sua cota de vitórias.

## Carreira militar
Nascido numa família numerosa, ficou órfão de pai muito cedo, passando inúmeras dificuldades. Aos 16 anos, alistou-se no Exército e foi designado para o cruzador de batalha Kirishima, servindo como artilheiro, até conseguir ser admitido na Escola de Pilotos Navais.
Saburo Sakai descreve suas experiências como um recruta da Marinha:
Os suboficiais não hesitavam em administrar severos espancamentos aos recrutas quando entendiam serem merecedores de castigo. Sempre que cometia uma violação da disciplina ou um erro no treinamento, eu era arrastado fisicamente da minha cama por um suboficial. "...Eu não estou fazendo isso porque eu te odeio, mas porque eu gosto de você e quero que você seja um bom marinheiro...", com isso balançava o taco de bambu com toda a força e lhe aplicava os golpes na nádegas. A dor era terrível, e os golpes incessantes ".

## Combates

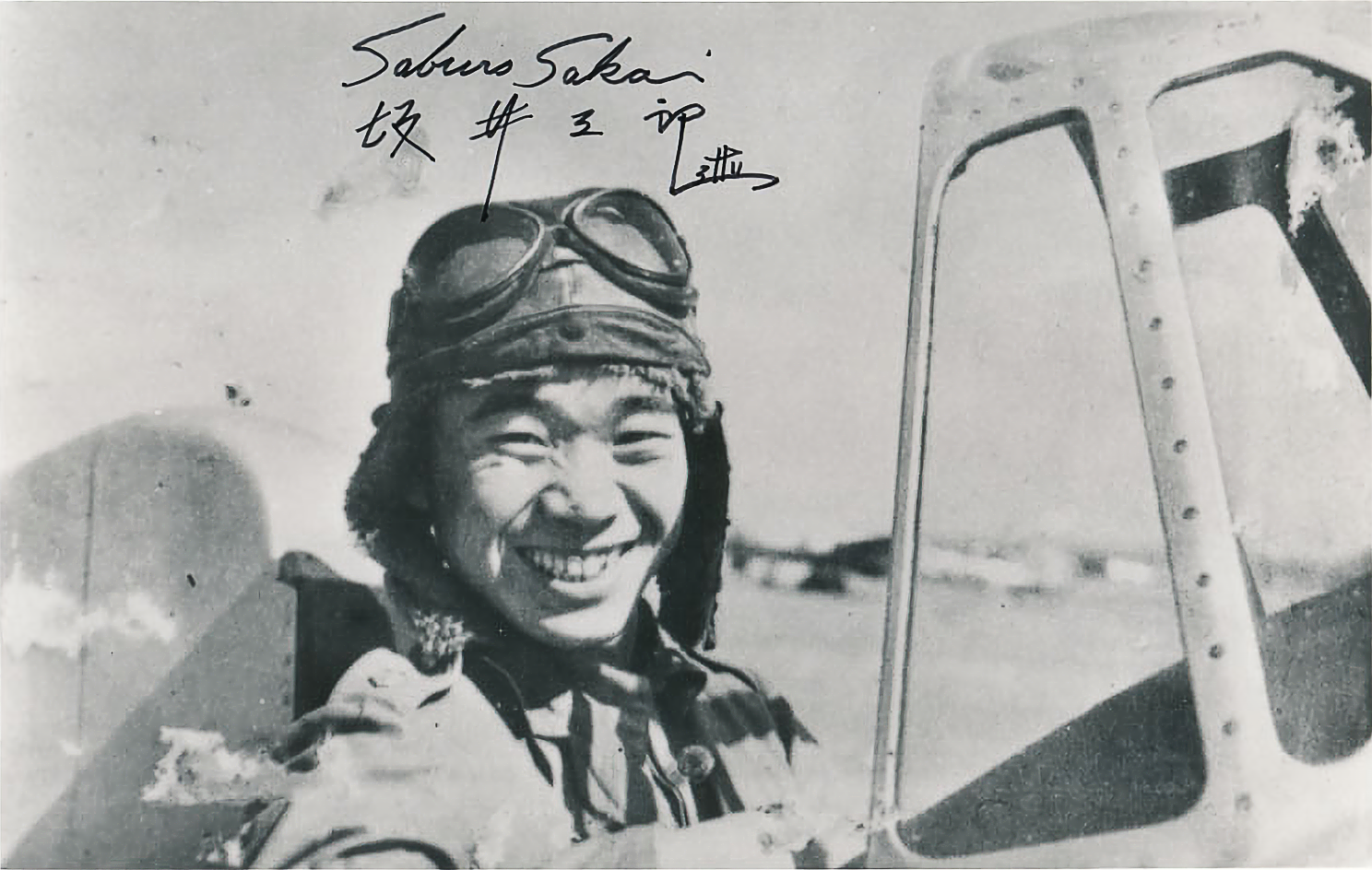
Saburo Sakai a bordo de um A5M.

Abateu o primeiro avião  inimigo durante a campanha na Manchúria, um I-16 soviético, enquanto pilotava um A5M Claude. Foi ferido durante a Guerra Sino-Japonesa. Pouco tempo depois, começaria a obter as primeiras vitórias significativas. Voando nos novos e formidáveis A6M Zero, avião de caça no qual escreveria seu nome na história da aviação mundial. Participou da Campanha da Filipinas, derrubando seu primeiro caça americano, um P-40 Curtiss, e em seguida uma B-17. Durante a Campanha de Bornéu, abateu um total de 13 aeronaves americanas e australianas. Na ocasião, embora tenha recebidos ordens diretas de atacar um determinado avião, absteve-se, ao constatar que o transporte conduzia apenas civis, fato que gerou certo constrangimento junto ao comando naval japonês.

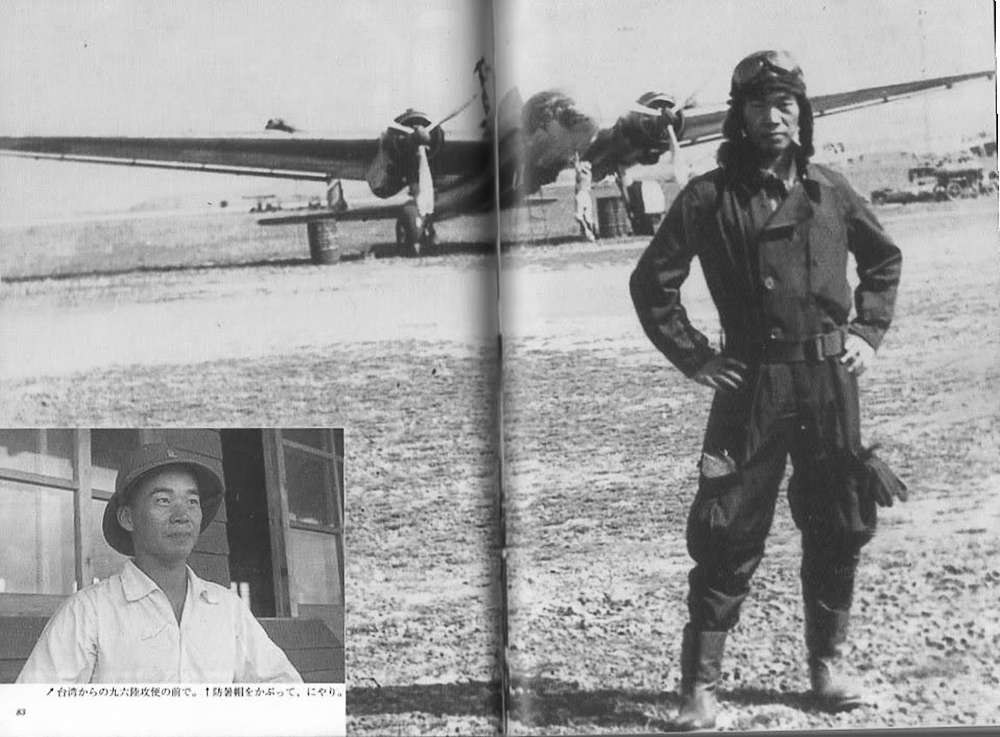
Sakai posa na frente de um avião bombardeiro

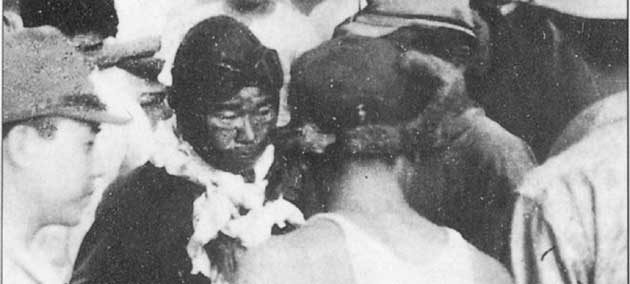
Saburo Sakai sendo retirado do avião após o ataque que sofreu.

Em Agosto de 1942, sua unidade estabeleceu-se em Rabaul, para participar da Campanha de Guadalcanal. Ali em um encontro épico, abateu o ás americano James "Pug" Southerland, que pilotava um Wildcat.
Durante um voo de patrulha próximo a Tulagi, em 8 de Agosto de 1942, avistou um grupo de caças americanos e preparou-se para atacar. No entanto encontraria os novos Avengers (Grumman TBF Avenger, que ao perceberem sua aproximação o crivaram com rajadas de projécteis 12,7 mm. Um destes o atingiria na cabeça, por incrível que pareça, manteve a consciência e foi capaz de seguir com seu Zero, severamente danificado. Sabendo de sua condições a tentativa foi de arremessar seu avião contra alvos americanos que pudesse encontrar. No entanto nenhum alvo foi encontrado e ele fez a tentativa de retornar a base. Contrariando todas a probabilidades conseguiu retornar a Rabaul após 5 horas de voo. Seu estado era lamentável, os médicos conseguiram salvá-lo, no entanto perderia o olho direito.
Em 1944 quando os americanos lançaram o ataque maciço contra  as Marianas, Sakai foi destacado  para Iwo Jima, para o Grupo Aeronaval de Yokosuka, a despeito da cegueira ele continuou os combates aéreos, e durante este período aumentaria sua cota de abates. Em março de 1945, Sakai, então subtenente, foi recomendado pelo Almirante Soemu Toyoda, Comandante-Chefe da Frota Combinada, à promoção. Em agosto de 1945, foi promovido a  Tenente, terminaria a guerra como Ás líder dos pilotos sobreviventes.
Mais tarde se tornaria instrutor de voo.

## Fatos
"Um dia abordei dois B-26 e derrubei um. Cheguei a dar alguns tiros no outro antes de o perder em uma formação de nuvens. Depois da guerra descobri nos arquivos dos EUA sobre o incidente do avião que conseguiu escapar, que ele estava transportando Lyndon Johnson! Você pode imaginar como eu poderia ter mudado a história se tivesse atacado primeiro o avião dele ao invés do outro? Vários americanos que conhecem essa história chegaram para mim e disseram “Saburo, por que você não atirou no outro avião primeiro? Então nós poderíamos ter ficado de fora da guerra do Vietname!”

## Pós Guerra
Escreveu suas memórias no livro intitulado Samurai (A História de um Kamikaze), deu muitas palestras motivadoras em empresas e escolas durante os anos difíceis do pós-guerra. Anos mais tarde visitaria os Estados Unidos onde se reuniu com seus antigos adversários, incluindo o artilheiro de cauda, do Avenger, que o havia ferido. Em 2000, Sakai trabalhou consultor para o popular jogo de computador Combat Flight Simulator 2 .
Saburo Sakai faleceu na estação aeronaval de Atsugi em 22 de Setembro de 2000 aos 84 anos.